# شارل فرانسوا دوبوي
شارل فرانسوا دوبوي (بالفرنسية: Charles-François Dupuis)‏ (و. 1742 – 1809 م) هو سياسي، وعالم فلك، وبروفسور، ومحامي، ومؤرخ من فرنسا .
توفي عن عمر يناهز 67 عاماً.

## مناصب
تولى منصب عضو الجمعية الوطنية الفرنسية .

## التعليم
تعلم في Lycée Saint-Louis ‏

## مناصب وهيئات
أدار كوليج دو فرانس (1787–1809).

## جوائز
حصل على جوائز منها:
- وسام جوقة الشرف من رتبة فارس.